# がってんShake!
「がってんShake!」（がってんシェイク）は、日本の男性グループ・祭nine.の楽曲。3作目のシングルとして2018年12月5日にテイチクエンタテインメントのレーベル・インペリアルレコードからリリースされた。
プロデュースと作詞はYUMIKO、作曲は小松一也による、ユーロビートを取り入れたアップテンポのナンバーである。日本テレビ系の情報番組『スッキリ』、音楽番組『バズリズム02』のエンディングテーマに起用された。

## 制作、音楽性
「がってんShake!」は、祭nine.のテーマである「和」と、日本では特に1990年代に流行したユーロビートとを融合させた楽曲である。楽曲プロデュースおよび作詞は祭nine.の楽曲プロデュースを担うYUMIKO、作曲は2018年にDA PUMP「U.S.A.」の編曲を手掛けた小松一也、編曲は祭nine.の多くの楽曲に携わる中土智博による。ユーロビートの楽曲に合わせて、振り付けにパラパラが取り入れられている。祭nine.のメンバーは世代的にこれらに馴染みはなかったが、ユーロビートは「U.S.A.」のヒットや荻野目洋子「ダンシング・ヒーロー (Eat You Up)」のリバイバルなどで再注目されたジャンルであり、「新鮮で新しいもの」として受け止めた。
YUMIKOはこの曲について「響け繋がる祭の"和"というメッセージを載せた楽曲」と説明している。歌詞には「頼れる男は（寺坂頼我）」、「奏でる調子は（野々田奏）」、「天からもらった（清水天規）」…と、メンバー全員の名前の文字が含まれるパートがある。

## リリース
初のチャート首位を獲得したセカンド・シングル『HARE晴れカーニバル』に続く、2018年の2作目のCDリリースである。祭nine.は2018年の夏に、配信によるホラー・ドラマ『FUN HOUSE』に主演し、その主題歌「ラビリンス9」を発表した。9月13日に、祭nine.の公式サイト上で未発表の新曲「がってんShake!」を表題とするサード・シングルをリリースすることを告知した。15日に活動拠点である名古屋の、セントラルパークもちの木広場で行われたエフエム愛知の公開録音イベントに出演して「がってんShake!」を初披露し、この日からリリースイベントを開始した。同日には新曲「有超天シューター」がテレビ東京系アニメ『デュエル・マスターズ』の主題歌に起用されたことも発表された。これは2019年3月に次作、4thシングルとしてリリースされる。
10月1日（前日深夜付）放送の冠ラジオ番組『祭nine.の祭の祭り!』（東海ラジオ）で「がってんShake!」をオンエア。同日から『スッキリ』の10月度エンディングテーマに使用された。10月31日にYouTube上で「がってんShake!」のミュージック・ビデオを公開。この曲はさらに11月度の『バズリズム02』のエンディングテーマとして使用され、24日（23日深夜）の放送分に出演してスタジオライブを披露した。12月度はMUSIC ON! TVのプログラム『ZOOM UP!』のエンディングテーマ、東海ラジオのパワープレイ「RUSH HOUR」として使用された。
12月5日、4種のCDシングルと、それらに収録されたトラックすべてを収めた配信シングル「Expand Package」をリリースした。祭nine.はこれまで拠点である名古屋を含む東海地方を中心にイベントを行ってきたが、今作では関東地方や関西地方、九州ではツアーを行うなど、全国規模でのリリースイベントを展開した。リリース当日は東京のサンシャインシティアルパ噴水広場で発売記念イベントを開催して、約1,500人の観客を集めた。

## リリース形態、カップリング
CDシングルは前2作と同じくパターンA, B, C, Dの4種類でリリースされた。パターンAは、「がってんShake!」のミュージック・ビデオとそのメイキング映像を収録したDVDが付属する。パターンAとBのカップリングは、『FUN HOUSE』の主題歌「ラビリンス9」が収録された。このドラマは監督の井口昇が映画『ハウス HOUSE』をオマージュした作品であるが、「ラビリンス9」はマイケル・ジャクソンの「スリラー」をオマージュした楽曲である。パターンBは曲中の「タベチャウゾ」というセリフをフィーチャーしたリミックス・バージョン「ラビリンス9 -Eat You Mix-」を含む。パターンCのカップリングは湘南乃風のSHOCK EYEが提供したロック・ナンバー「さわらぬ夢に後悔あり」、パターンDは「祭ニャイン」名義で歌う名古屋発のアニメ映画『猫企画』主題歌のコミカルなナンバー「勇者なら」が収録された。パターンB, C, Dは、それぞれのカップリングをフィーチャーしたジャケットである。

## ミュージック・ビデオ
前述のようにこの曲の振り付けにはパラパラが取り入れられており、ミュージック・ビデオでそれを披露している。振り付けはBOYS AND MEN研究生時代から担当する振付師の渡辺美津子によるもので、渡辺の「パラパラする時は、真顔で無になってやるのが昔流」という教えを実践し、そのように踊っている。全体は活動の基本である学ラン衣装でのパフォーマンスであるが、間奏のパラパラの部分では七三分けのスーツ姿の、メンバーが「ちょいダサ」という姿を披露している。またアクロバットにおいて、これまでやってきたバック転に加えて新しく「バタフライツイスト」に挑戦し、それを披露している。

## チャート成績
2018年12月14日付のオリコンチャートとBillboard Japan Hot 100において、ともに同日リリースのSexy Zone『カラクリだらけのテンダネス/すっぴんKISS』に次ぐ2位にランクインした。週間ランキングが確定する前に、オリコンでは12月4日付のデイリーランキングで1位、ビルボードではCDシングル売上レポートにおいてフラゲ集計分によって1位と、『カラクリ…』を抑えてトップに立っている。オリコンでは2018年度の年間シングルランキングにおいて54位にランクインし、前作『HARE晴れカーニバル』（同59位）を上回る成果を上げた。

## 収録トラック

### CDシングル
パターンA
CD
1. 「がってんShake!」（作詞: YUMIKO、作曲: 小松一也、編曲: 中土智博） – 4:00
2. 「ラビリンス9」（作詞: YUMIKO、作曲: YUMIKO・ムラマサヒロキ、編曲: 渡辺亮希） – 4:24

DVD
1. 「がってんShake! Music Video」
2. 「がってんShake! メイキング映像」

パターンB
1. 「がってんShake!」
2. 「ラビリンス9」
3. 「ラビリンス9 -Eat You Mix-」 – 2:12
4. 「がってんShake! -instrumental-」
5. 「ラビリンス9 -instrumental-」

パターンC
1. 「がってんShake!」
2. 「さわらぬ夢に後悔あり」（作詞・作曲: SHOCK EYE、編曲: 草野将司） – 4:38
3. 「がってんShake! -instrumental-」
4. 「さわらぬ夢に後悔あり -instrumental-」

パターンD
1. 「がってんShake!」
2. 「勇者なら」（作詞: YUMIKO・福井元気、作曲: 福井元気、編曲: ピノキオピー） – 3:55
3. 「がってんShake! -instrumental-」
4. 「勇者なら -instrumental-」

クレジット・時間：

### 配信シングル
Expand Package
1. 「がってんShake!」
2. 「ラビリンス9」
3. 「ラビリンス9 -Eat You Mix-」
4. 「さわらぬ夢に後悔あり」
5. 「勇者なら」
6. 「がってんShake! -instrumental-」
7. 「ラビリンス9 -instrumental-」
8. 「さわらぬ夢に後悔あり -instrumental-」
9. 「勇者なら -instrumental-」